# Krottendorf (Gemeinde Sankt Georgen am Längsee)
Krottendorf ist eine Ortschaft in der Gemeinde St. Georgen am Längsee im Bezirk Sankt Veit an der Glan in Kärnten (Österreich). Die Ortschaft hat 81 Einwohner (Stand 1. Jänner 2024). Sie liegt auf dem Gebiet der Katastralgemeinden Goggerwenig und Launsdorf.

## Lage
Die Ortschaft liegt im Süden des Bezirks Sankt Veit an der Glan, östlich des Bezirkshauptortes, am Südrand des Sankt Veiter Hügellands, an der Seeberg Straße.
Der alte Ortskern liegt an der Ostgrenze der Katastralgemeinde Goggerwenig, etwa 200 m nördlich der Seeberg Straße. Durch die Zersiedelung seit der ersten Hälfte des 20. Jahrhunderts wuchs Krottendorf ebenso wie die umliegenden Ortschaften, so dass der Ort mit den Nachbarortschaften Goggerwenig, St. Peter und Fiming nahezu zusammengewachsen ist. Zu Krottendorf gehören heute neben dem alten Ortskern eine Einfamilienhaussiedlung südlich davon, unmittelbar südlich der Seeberg Straße (das östlichste Haus der Siedlung ist das einzige der Ortschaft, das in der Katastralgemeinde Launsdorf liegt) und mehrere Häuser westlich davon, an und in der Nähe der Straße, die von der Seeberg Straße nach Norden nach St. Peter führt.

## Geschichte
Der Ort wurde 1087 als Zavansdorf genannt, was sich vom slowenischen Wort für Kröte ableitet. Ab 1321 ist der deutsche Name Krottendorf nachweisbar.
Auf dem Gebiet der Steuergemeinde Goggerwenig liegend, gehörte der Ort in der ersten Hälfte des 19. Jahrhunderts zum Steuerbezirk Osterwitz. Seit der Gründung der Ortsgemeinden im Zuge der Reformen 1848/1849 gehört Krottendorf zur Gemeinde Sankt Georgen am Längsee.

## Bevölkerungsentwicklung
Für die Ortschaft ermittelte man folgende Einwohnerzahlen:
- 1869: 4 Häuser, 46 Einwohner[3]
- 1880: 5 Häuser, 35 Einwohner[4]
- 1890: 3 Häuser, 28 Einwohner[5]
- 1900: 4 Häuser, 29 Einwohner[6]
- 1910: 4 Häuser, 25 Einwohner[7]
- 1923: 5 Häuser, 37 Einwohner[8]
- 1934: 60 Einwohner[9]
- 1961: 13 Häuser, 54 Einwohner[10]
- 2001: 33 Gebäude (davon 30 mit Hauptwohnsitz) mit 39 Wohnungen; 106 Einwohner und 5 Nebenwohnsitzfälle; 39 Haushalte; 0 Arbeitsstätten, 8 land- und forstwirtschaftliche Betriebe[11]
- 2011: 33 Gebäude, 86 Einwohner, 38 Haushalte, 3 Arbeitsstätten[12]
- 2021: 36 Gebäude, 74 Einwohner, 39 Haushalte, 4 Arbeitsstätten[13]